# Ватутин, Алексей Дмитриевич
Алексей Дмитриевич Ватутин (род. 27 октября 1992, Волгоград) — российский профессиональный теннисист, мастер спорта России (2010). Победитель одного турнира ATP Challenger в одиночном разряде и тринадцати турниров ITF (12 — в одиночном разряде).

## Общая информация
Родился 27 октября 1992 года в Волгограде, в Волгоградской области, в России.

## Спортивная карьера
В 2012—2024 годах стал победителем 12 турниров ITF в одиночном разряде. В августе 2024 года выиграл свой первый парный титул ITF на турнире M25 в Коксейде (Бельгия) совместно с немцем Томом Генчем..
В июле 2017 года первый и единственный раз в карьере сумел выиграл «челленджер». В Познани на грунте Ватутин в финале победил аргентинца Гвидо Андреоцци, отыграв несколько матчболов во втором сете — 2-6 7-6(12-10) 6-3. В феврале 2018 года дошёл до финала «челленджера» на харде в зале во французском Кемпере, где проиграл в двух сетах Кантену Алису.
В мае 2018 года впервые вышел в основную сетку турнира ATP и сумел единственный раз в карьере дойти до 1/4 финала турнира ATP. Ватутин, который тогда занимал 160-е место в рейтинге, на турнире серии ATP 250 на грунте в Марракеше во втором круге квалификации обыграл молодого Алекса де Минора, который тогда не входил ещё в топ-100 рейтинга (6-4 4-6 6-4), а в основной сетке победил 60-ю ракетку мира Яна-Леннарда Штруффа (3-6 6-3 6-2) и 23-ю ракетку мира Альберта Рамоса-Виньоласа (7-6 6-2). В 1/4 финала Ватутин проиграл 355-й ракетке мира Пабло Андухару в трёх сетах. После этого Ватутин не выиграл ни одного матча на уровне ATP. В июле того же года поднялся на высшее в карьере 136-е место в рейтинге.
В мае 2019 года успешно прошёл квалификацию и вышел в основную сетку турнира серии Большого шлема Открытый чемпионат Франции, где в первом круге проиграл французу Корантену Муте со счётом 4-6 6-7(6-8) 4-6.
В октябре 2024 года в Антверпене на харде впервые с апреля 2023 года играл в квалификации турнира ATP 250 и сумел выйти в основную сетку, обыграв Янника Ханфмана и Манюэля Гинара. В первом круге основной сетки Ватутин проиграл Юго Гастону (6-3 3-6 3-6).

## Итоговое место в рейтинге ATP по годам
| Год  | Одиночный рейтинг | Парный рейтинг |
| ---- | ----------------- | -------------- |
| 2023 | 454               | 1270           |
| 2022 | 313               | 898            |
| 2021 | 350               | 679            |
| 2020 | 246               | 920            |
| 2019 | 214               | 1122           |
| 2018 | 170               | 1258           |
| 2017 | 180               | 1076           |
| 2016 | 283               | 827            |
| 2015 | 332               | 1154           |
| 2014 | 489               | —              |
| 2013 | 432               | 1213           |
| 2012 | 462               | 1073           |
| 2011 | 852               | 999            |
| 2010 | 1361              | —              |